# サム・スレイド
サム・スレイド（Sam Slade、1997年8月28日 - ）は、スーパーラグビー・パシフィック、モアナ・パシフィカに所属するラグビーユニオン選手。

## プロフィール
- ニュージーランド・オークランド出身[1]。
- ポジションはロック(LO)、フランカー(FL)。
- 身長 198cm、体重 115kg
- U20ニュージーランド代表に選ばれたことがある[2]。
- サモア代表キャップは11(2024年10月現在）でワールドカップ2023のサモア代表に選ばれた[3]。

## 略歴
オークランド、マナワツ、カウンティー・マヌカウ、コロラド・ラプターズを経て、2023年、モアナ・パシフィカに加入。